# Give It 2 Me
"Give It 2 Me" é uma canção da cantora estadunidense Madonna, contida em seu décimo primeiro álbum de estúdio Hard Candy (2008). Foi composta e produzida pela intérprete, juntamente com Pharrel Williams, sendo que na produção, ele trabalha juntamente com Chad Hugo, sendo creditados como The Neptunes, com sua gravação decorrendo em 2007. Deriva de origens estilísticas do dance-pop, contendo instrumentação com percussões do Oeste Africano e campanas. Liricamente, é uma faixa de próprio manifesto, a qual parece ser acerca de dança e sexo, mas é uma referência para a carreira de Madonna ao longo de três décadas na indústria da música.
A canção foi enviada para as rádios mainstream através da Warner Bros. em 24 de junho de 2008, servindo como o segundo single do projeto. Mais tarde, foi comercializada em CD single, maxi single e vinil. A recepção por parte da crítica sobre a música foi positiva, a qual os críticos disseram ser um "hino de auto-capacitação" e colocaram-na como um destaque do disco. Depois de seu lançamento, atingiu as dez melhores posições da Alemanha, Finlândia, Itália, Dinamarca, França e Irlanda, além de ter conseguido o topo da parada genérica Hot Dance Club Songs, compliada pela Billboard, apesar de ter falhado ao entrar na Billboard Hot 100, tendo a 57ª posição como a melhor. Este desempenho mediano gerou duas certificações para a música; disco de platina atribuído pela Pro-Música Brasil (ABPD) e pela IFPI Dinamarca.
O vídeo musical correspondente foi filmado em abril de 2008 e co-dirigido por Tom Munro e Nathan Rissman. Não tem um enredo, sendo um vídeo filmado durante as sessões de fotos da cantora para a revista Elle, especialmente para a capa da edição de maio de 2008, com algumas cenas da artista juntamente com Williams em um fundo branco. A única interpretação que a faixa recebeu ao vivo como parte da sua divulgação foi na turnê Hard Candy Promo Tour (2008) e na Sticky & Sweet Tour (2008–09), além de uma mashup da faixa em um concerto no Madison Square Garden, juntamente com o cantor coreano Psy, na The MDNA Tour (2012). A obra recebeu uma indicação no Grammy Awards de 2009, na categoria Best Dance Recording.

## Escrita e inspiração
"Give It 2 Me" foi escrito por Madonna e Pharrell Williams como uma música de auto-capacitação. Ingrid Sischy, da revista Interview, perguntou a Madonna se a música tinha a capacidade de se tornar um hit nas festa em Ibiza. Madonna respondeu que gostou da ideia de todo mundo dançar "Give It 2 Me", tratando-o como um hino de festa. Quando perguntada sobre a inspiração por trás da música, Madonna disse:

"Eu basicamente o escrevi para que eu pudesse me divertir em um estádio. As palavras são muito autobiográficas. 'Não tenho limites, não tenho limites. [...] Não me pare agora. [...] Se for contra a lei, me prenda. [...] Sim, sou eu. É o meu eu provocador. A chata, a previsível"

Em uma entrevista à MTV Austrália, Madonna explicou que um tema proeminente do álbum Hard Candy era sobre a incorporação da imagem de uma boxeadora, uma ideia que foi repetida na música. Segundo ela, "['Give It 2 Me'] é basicamente [o sentido oposto]. Eu não sou [o tipo de pessoa] que pede 'me dê tudo o que você tem', então é uma espécie de postura forte". Inicialmente, Madonna decidiu que o título da música seria usado para intitular seu álbum então sem nome. A ideia foi descartada após o lançamento de uma música de Timbaland com o mesmo nome da canção.

## Composição
"Give It 2 Me" é uma animada música dance-pop, que, segundo o jornal The Sun, apresenta uma "batida saltitante" e o som característico de Williams. Caryn Ganz, da Rolling Stone, disse que a música tem um arranjo de sintetizadores de boate, com uma sensação de hip hop. Chris Williams, da Entertainment Weekly, sentiu que a sensação do hip hop é provocada pelo uso de tarolas. De acordo com as partituras publicadas, a música é ambientada em tempo comum, com groove de ritmo dançante de 132 batimentos por minuto. É composto na clave de Sol sustenido menor, com o alcance vocal da cantora que vai desde G3 a C5. A música tem uma sequência básica de D♯m–G♯m–E–F♯–A♯m–D♯m m como sua progressão de acordes.
"Give It 2 Me" começa com um ritmo excêntrico e é acompanhado pelo som de uma percussão da África Ocidental. A música se transforma em um ritmo dançante enquanto Madonna canta a frase: "Se é contra a lei, me prenda, se você puder lidar com isso, me despe". Isso é seguido por um arranjo musical sintetizado, quando Madonna começa a cantar a frase: "Quando as luzes se apagam e não resta mais ninguém, eu posso continuar e continuar". Um interlúdio, onde Madonna canta continuamente as palavras "Get Stupid", também está presente. Segundo Miles Marshall Lewis, do The Village Voice, a música contém elementos do trabalho de Nile Rodgers. "Give It 2 Me" é escrito como uma música de auto-manifesto. Liricamente, embora a música pareça ser sobre dança e sexo, na realidade Madonna usa o sarcasmo para enfatizar a longevidade de sua carreira. A letra explica que ela não quer se aposentar de sua carreira naquele momento e possui a capacidade de continuar, conforme observado nas linhas "Não me pare agora, não há necessidade de recuperar o fôlego, eu ainda posso continuar e continuar".

## Análise da crítica

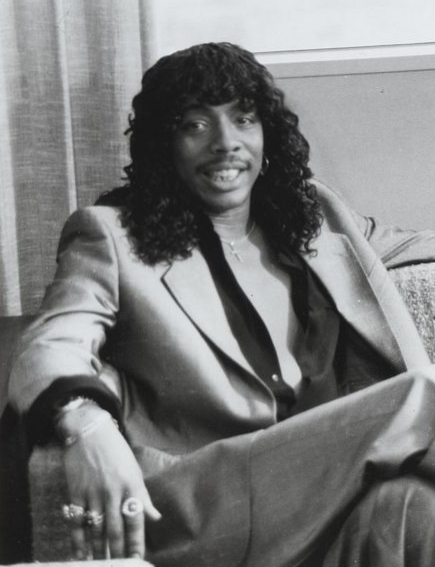
"Give It 2 Me" foi comparada a canção de 1981, "Super Freak", de Rick James (foto), por alguns críticos.

"Give It 2 Me" recebeu elogios dos críticos de música. Elysa Gardner, do USA Today, chamou a música de "grandiosa" e "sem fôlego", chamando-a de uma das faixas de destaque do álbum. Caryn Ganz, da Rolling Stone, descreveu "Give It 2 Me" como um "hino espinhoso de auto-capacitação". Mark Beech, da Bloomberg Television, elogiou as "batidas insidiosas" da faixa. Sal Cinquemani, da revista Slant, a descreveu como uma "carreira na pista de dança", para a linha "Me dê um recorde e eu o quebrarei". No entanto, ele criticou o interlúdio "Seja estúpido", chamando-o de "completamente estúpido". Jon Pareles, do The New York Times, e Alexis Petridis, do The Guardian, compararam a música com de Rick James, "Super Freak", de 1981. Mark Savage, da BBC, descreveu a música como "um dos poucos momentos pop do disco [Hard Candy], com uma batida fofa e saltitante e um senso de humor que faltava na musicalidade de Madonna desde seus dias de Dick Tracy". Tom Ewing, da Pitchfork, nomeou a música como uma das melhores faixas do Hard Candy, possuindo a "melodia mais urgente" do álbum, afirmando que Madonna canta a letra "Mostre-me um recorde e eu o quebrarei / eu ainda posso continuar e continuar" sobre "eletro-ska forçado, cujos teclados quebram tentando manter o ritmo".
Enquanto analisava Hard Candy, Chris Williams, da Entertainment Weekly, complementou a música, dizendo que com "músicas como 'Give It 2 Me' [Madonna's] revive descaradamente o espírito de celebridade dos primeiros singles como 'Lucky Star' e 'Holiday' filtrando-o através do boom sônico do hip-hop". Joan Anderman, do The Boston Globe, disse que a música "acelera implacavelmente, euforicamente, no ritmo de um chocalho virtual e um baixo esquisito". Joey Guerra, do Houston Chronicle elogiou os "grooves furiosos e batidas estrondosas" da música. "Give It 2 Me" foi comparado por Miles Marshall Lewis, do The Village Voice, à "Material Girl", música anterior de Madonna". Pete Paphides, do The Times, observou como Madonna parecia diferente em músicas como "Give It 2 Me", "Dance 2Night" e "She's Not Me" do álbum Hard Candy. A música recebeu feedback negativo de Thomas Hauner, do PopMatters, que disse que "a ponte de percussão inspirada na África Ocidental — lançada no álbum e aterrissando aleatoriamente nesse ponto — interrompe completamente todo o potencial da música". Enquanto classificava os melhores singles de Madonna em homenagem aos seus 60 anos, Jude Rogers, do The Guardian, colocou "Give It 2 Me" no número 59, chamando-o de "um manifesto de carreira EDM meio irritante e meio brilhante".

## Videoclipe

Madonna e Williams, durante uma cena do videoclipe de "Give It 2 Me".

O videoclipe foi filmado em 3 de abril de 2008, no Sunbeam Studios, em Londres, co-dirigido pelo fotógrafo de moda Tom Munro e Nathan Rissman. O vídeo foi gravado durante uma sessão de fotos da cantora para a revista Elle, no qual ela estamparia a capa da edição de maio. O visual retro-chique usado por Madonna no vídeo foi inspirado na sessão de fotos. O vídeo contou com a participação do rapper Pharrell Williams; ele foi retratado ao lado de Madonna, cantando para a câmera na frente de vários cenários. Madonna usava botas de PV na altura da coxa, roupas íntimas visíveis e tops transparentes no vídeo. Os vestidos foram desenhados por várias marcas de moda, incluindo Chanel e Roberto Cavalli.
O vídeo começa com Madonna se esticando na frente de um espelho na parede, enquanto o barulho do trânsito é ouvido. Durante o primeiro verso, Madonna é mostrada em um elegante vestido preto Chanel com maquiagem retrô. À medida que a ponte da música aumenta, ela é mostrada dançando na frente de uma tela branca, vestindo um boné francês e de pé em um sofá. Quando o refrão da música começa, ela dança segurando um arco e acaricia com longos pêlos pretos. O segundo verso mostra Madonna e Williams alternando posições, com Williams usando óculos de sol em algumas cenas. No interlúdio "Get stupid", Williams é mostrado arrastando uma bolsa pelo chão atrás de Madonna. O vídeo termina com uma Madonna exausta, adormecendo no chão do estúdio.
O Daily Mail chamou o vídeo de "excêntrico" e escreveu que "[Madonna] não tem planos de atenuar sua imagem atrevida". A MTV disse que a essência do vídeo era a mesma do álbum de compilação de Madonna de 1990, The Immaculate Collection, cujas fotos embutidas a exibiam em trajes de jóias. A filmagem em preto-e-branco e a sensação burlesca foram comparadas com "Vogue" (1990). Segundo a MTV, elementos da Confessions Tour de Madonna, em 2006, foram incluídos na coreografia da dança. Eles acrescentaram que "ela jogou uma nova coreografia, uma participação especial de Pharrell e jóias suficientes para dar ao Mr. T um complexo de inferioridade". Bill Lamb, do About.com, elogiou o corpo "deslumbrante" de Madonna no vídeo, embora ela tivesse completado 50 anos no verão de 2008. Ele acrescentou que o vídeo enfatiza o "incrível poder de permanência de Madonna como uma das principais estrelas pop do mundo por 25 anos". Em 2009, o vídeo foi incluído na compilação de Madonna, Celebration: The Video Collection.

## Apresentações ao vivo

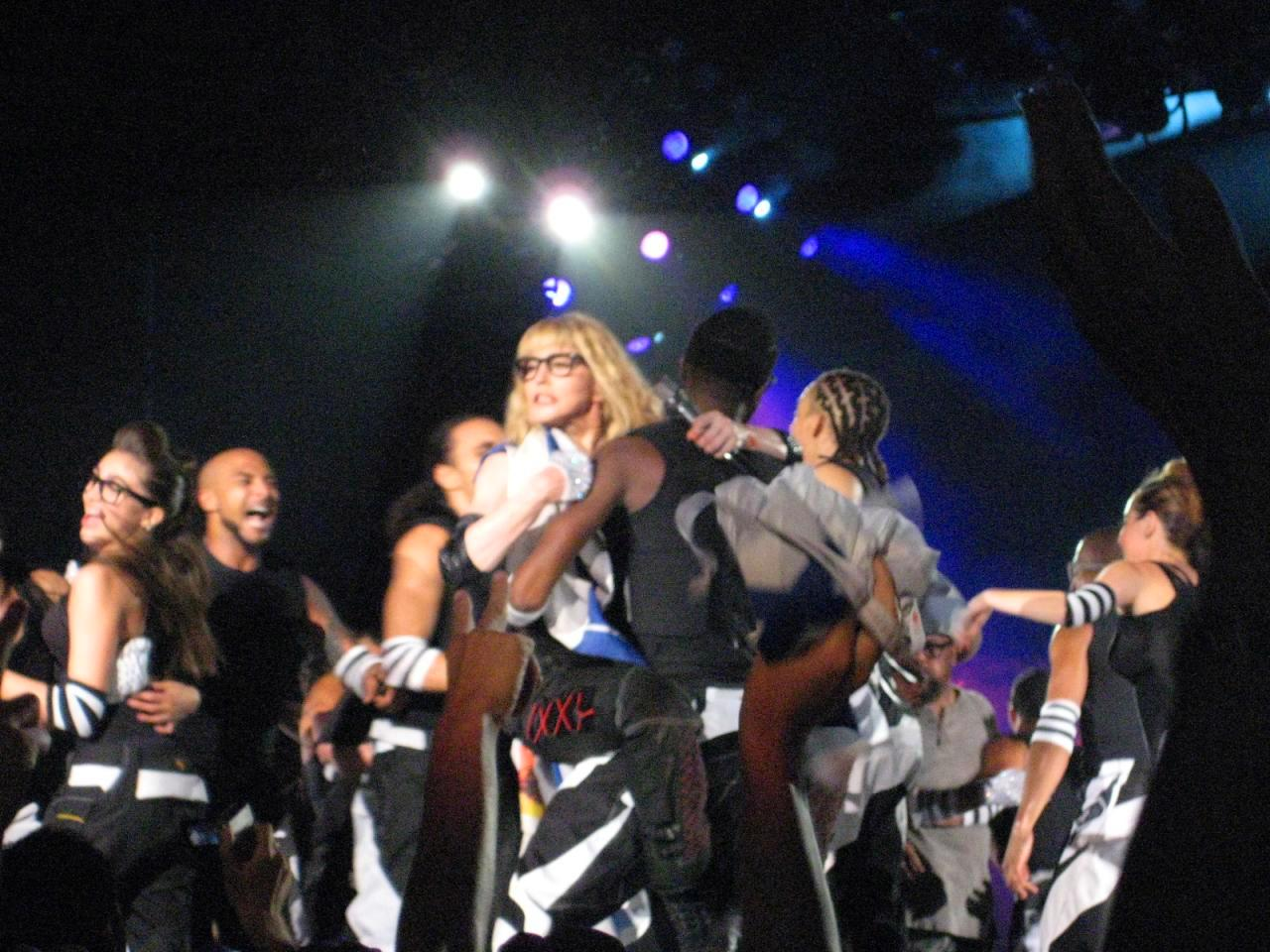
Madonna performando "Give It 2 Me" na última data da Sticky & Sweet Tour, em Tel Aviv, Israel. À esquerda está sua filha Lourdes (com os óculos), dançando ao som da música.

A música foi apresentada durante a turnê promocional do álbum Hard Candy, e a turnê Sticky & Sweet Tour (2008-09); ambas as performances foram semelhantes. Na turnê promocional, "Give It 2 Me" foi apresentada como a quinta música do setlist. Madonna usava um vestido preto brilhante com caudas pretas, calça Adidas e botas de salto alto. Toda vez que o refrão tocava, Madonna e seus dançarinos pulavam para cima e para baixo, enquanto balançavam as mãos no ar. A performance foi apoiada por luzes de laser no fundo e duas telas móveis, que exibiam Williams, realizando suas falas.
Na turnê Sticky & Sweet, "Give It 2 Me" foi apresentada como a música de encerramento da seção "Delírio futurista com influência japonesa". Durante o último segmento do show, Madonna usava um vestido robótico futurista com placas no ombro e uma peruca com longos cabelos encaracolados. Ela abriu o peitoral da apresentação anterior e começou a cantar "Give It 2 Me". Partes da letra da música apareceram nas telas no estilo de um videogame de tiro, apresentando jogos dos anos 80 como Space Invaders e Asteroids. Gradualmente, mais e mais dançarinos se juntaram a Madonna, e juntos começaram a pular no palco. Williams apareceu nas telas para cantar suas falas. Ele fez uma participação especial nos shows de "Give It 2 Me", na parada do Madison Square Garden. Perto do final da apresentação, Madonna pediu à platéia para cantar junto com ela enquanto ela gritava: "Ninguém nunca vai me parar". A performance terminou com os cenários de vídeo mostrando o rosto suado, carrancudo e exausto de Madonna, enquanto ela desaparecia atrás das telas reformadas em forma de cubículo, que mostravam as palavras 'Game Over' e 'Holiday' começando a tocar em segundo plano.
Elementos da música foram usados no número de abertura, "Girl Gone Wild", durante o The MDNA Tour em 2012. Em 13 de novembro de 2012, durante a segunda apresentação do MDNA Tour no Madison Square Garden, em Nova Iorque, Madonna se juntou ao palco por Artista coreano Psy. Juntos, eles apresentaram um mashup da música e "Gangnam Style". Ao apresentar Psy, Madonna disse à multidão que "voou de Frankfurt, na Alemanha, nesta manhã, apenas para animar sua bunda!". Durante a performance Madonna e Psy (que usava um terno vermelho brilhante e seus óculos escuros) executaram "Gangnam Style". Joyce Chen, do New York Daily News, descreveu a apresentação como um "espetáculo", afirmando que a multidão "enlouqueceu".

## Créditos
- Madonna – escritora, co-produtora, vocais principais
- Pharrell Williams – escritor, vocais adicionais
- The Neptunes – produtor
- Mark "Spike" Stent – mixagem de áudio
- Andrew Coleman – coordenação de mixagem

## Lista de faixas e formatos
| - CD1 britânico e europeu 1. "Give It 2 Me" (Versão do Álbum) – 4:47 2. "Give It 2 Me" (Oakenfold Extended Mix) – 7:08 - CD2 britânico e europeu 1. "Give It 2 Me" (Versão do Álbum) – 4:47 2. "Give It 2 Me" (Oakenfold Drums In) – 5:45 3. "Give It 2 Me" (Eddie Amador House Lovers Remix) – 7:56 - Maxi-single americano e europeu 1. "Give It 2 Me" (Fedde le Grand Remix) – 6:40 2. "Give It 2 Me" (Oakenfold Extended Remix) – 6:59 3. "Give It 2 Me" (Oakenfold Drums In Mix) – 5:44 4. "Give It 2 Me" (Eddie Amador Club) – 11:05 5. "Give It 2 Me" (Eddie Amador House Lovers Remix) – 7:52 6. "Give It 2 Me" (Tong & Spoon Wonderland Mix) – 7:35 7. "Give It 2 Me" (Jody den Broeder Club) – 9:33 8. "Give It 2 Me" (Sly and Robbie Bongo Mix) – 4:54 | - Conjunto de vinil de 12" nos EUA Disco 1 1. "Give It 2 Me" (Versão do Álbum) – 4:47 2. "Give It 2 Me" (Eddie Amador Club) – 11:05 3. "Give It 2 Me" (Freddie Le Grand Remix) – 6:40 4. "Give It 2 Me" (Eddie Amador House Lovers Mix) – 7:52 Disco 2 1. "Give It 2 Me" (Oakenfold Extended Remix) – 6:59 2. "Give It 2 Me" (Tong & Spoon Wonderland Mix) – 7:35 3. "Give It 2 Me" (Jody den Broeder Club) – 9:33 4. "Give It 2 Me" (Sly and Robbie Ragga Mix) – 4:57 - Disco de imagem de 12" nos EUA 1. Give It 2 Me (Album Version) – 4:47 2. Give It 2 Me (Eddie Amador House Lovers Mix) – 7:52 - Vinil de 7" nos EUA 1. Give It 2 Me (Edição de Rádio) – 4:02 2. Give It 2 Me (Eddie Amador Club 5 Edit / House Lovers) – 4:56 |

## Desempenho comercial
Nos Estados Unidos, antes de seu lançamento oficial como single, "Give It 2 Me" atingiu o número 57, tornando-se a estréia mais alta da semana na Billboard Hot 100, mas começou a decair na semana seguinte. Estreou no número 21 na parada Hot Digital Songs, e 41 na parada  Pop 100. The track failed to gain airplay upon its release to radio. A faixa não conseguiu atingir o Billboard Hot Dance Airplay quando foi lançada no rádio. Ela liderou o Billboard Hot Dance Airplay, bem como as paradas do Hot Dance Club Play; tornando-se o 39º single número um de Madonna no último gráfico. Até abril de 2010, a música já havia vendido 316,000 unidades digitais. Antes de ser lançado oficialmente no Canadá, o single estreou e alcançou o número oito na Hot 100 canadense, tornando-se a maior estreia da semana. O single flutuou nas paradas nas próximas semanas, mas não ultrapassou o pico máximo alcançado de número oito. Ele esteve presente por um total de 20 semanas no gráfico.
"Give It 2 Me" entrou na parada de singles do Reino Unido, UK Singles Chart, no número 73 na semana de 4 de maio de 2008, mas caiu na semana seguinte. Ele entrou novamente no número 25 na semana do gráfico de 5 de julho de 2008, chegando finalmente ao número sete. A música permaneceu na parada por um total de 19 semanas. De acordo com a The Official Charts Company, "Give It 2 Me" vendeu 170,000 cópias por lá. Na parada de singles do final do ano de 2008 no Reino Unido, a música chegou ao número 73. Na Austrália, a música estreou no número 23, a partir dai começou a decair.
Nos Países Baixos, o single estreou na parada Dutch Top 40, no número 19. Na quarta semana, a música subiu para o número um e passou seis semanas no topo. "Give It 2 Me" estreou no número um na PROMUSICAE da Espanha, e passou quatro semanas no topo da parada. Ele também alcançou o top dez das paradas oficiais da Alemanha, Áustria, Bélgica (Flandres e Valônia), Dinamarca, Eslováquia, Finlândia, França, Irlanda, Itália, República Tcheca e Suíça. "Give It 2 Me" recebeu uma certificação de platina no Brasil e uma certificação de ouro na Dinamarca, pela Pro-Música Brasil (PMB) e IFPI Dinamarca, pelas vendas superiores à 100,000 e 7,500 cópias, respectivamente.

### Tabelas semanais
| Tabela musical (2008)                  | Melhor posição |
| -------------------------------------- | -------------- |
| Alemanha (GfK Entertainment Charts)    | 8              |
| Austrália (ARIA Charts)                | 23             |
| Áustria (Ö3 Austria Top 40)            | 10             |
| Bélgica (Ultratop 50 de Flandres)      | 3              |
| Bélgica (Ultratop 40 da Valônia)       | 3              |
| Canadá (Canadian Hot 100)              | 8              |
| Dinamarca (Tracklisten)                | 4              |
| Escócia (OCC)                          | 4              |
| Eslováquia (IFPI Slovenská Republika)  | 7              |
| Espanha (PROMUSICAE)                   | 1              |
| Estados Unidos (Billboard 100)         | 57             |
| Estados Unidos (Dance Club Songs)      | 1              |
| Europa (Euro Digital Songs)            | 7              |
| Europa (European Hot 100 Singles)      | 2              |
| Finlândia (IFPI Finlândia)             | 2              |
| França (SNEP)                          | 5              |
| Hungria (Dance Top 40)                 | 2              |
| Hungria (Rádiós Top 40)                | 1              |
| Hungria (Single Top 40)                | 2              |
| Irlanda (IRMA)                         | 10             |
| Itália (FIMI)                          | 3              |
| Noruega (VG-lista)                     | 6              |
| Países Baixos (Dutch Top 40)           | 1              |
| Países Baixos (Single Top 100)         | 3              |
| Portugal (Portugal Digital Songs)      | 2              |
| Reino Unido (UK Singles Chart)         | 7              |
| República Checa (IFPI Česká Republika) | 4              |
| Suécia (Sverigetopplistan)             | 13             |
| Suíça (Schweizer Hitparade)            | 4              |
| Turquia (Billboard)                    | 1              |
| Venezuela (Record Report)              | 1              |

| Tabela musical (2008)                   | Posição |
| --------------------------------------- | ------- |
| Alemanha (GfK Entertainment Charts)     | 57      |
| Áustria (Ö3 Austria Top 40)             | 66      |
| Bélgica (Ultratop de Flanders)          | 24      |
| Bélgica (Ultratop 40 da Valônia)        | 48      |
| Canadá (Canadian Hot 100)               | 63      |
| CEI (Tophit)                            | 22      |
| Espanha (PROMUSICAE)                    | 4       |
| Estados Unidos (Dance Club Songs)       | 8       |
| Estados Unidos (Dance/Mix Show Airplay) | 12      |
| Europa (Hot 100 Singles)                | 30      |
| Finlândia (IFPI Finlândia)              | 10      |
| França (SNEP)                           | 54      |
| Hungria (Rádiós Top 40)                 | 8       |
| Países Baixos (Dutch Top 40)            | 15      |
| Países Baixos (Single Top 100)          | 26      |
| Reino Unido (UK Singles Chart)          | 73      |
| Suécia (Sverigetopplistan)              | 60      |
| Suíça (Schweizer Hitparade)             | 35      |

| Região                                                                                             | Certificação | Vendas   |
| -------------------------------------------------------------------------------------------------- | ------------ | -------- |
| Brasil (Pro-Música Brasil)                                                                         | Platina      | 100,000* |
| Dinamarca (IFPI Dinamarca)                                                                         | Platina      | 15,000^  |
| ^distribuições baseadas apenas na certificação *números de vendas baseados somente na certificação |              |          |

## Histórico de lançamento
| Região         | Data                 | Formato   |
| -------------- | -------------------- | --------- |
| Estados Unidos | 24 de junho de 2008  | Rádios    |
| Estados Unidos | 15 de julho de 2008  | CD single |
| Reino Unido    | 14 de julho de 2008  | CD single |
| Argentina      | 16 de julho de 2008  | CD single |
| Estados Unidos | 26 de agosto de 2008 | Vinil     |
| Reino Unido    | 15 de julho de 2008  | Vinil     |